# À gauche en Guyane
À gauche en Guyane (abrégé en AGEG) est un parti politique guyanais orienté à gauche.

## Présentation
À gauche en Guyane est née en 2003 sous forme d'association à l'initiative de militants de plusieurs partis politiques de gauche et de militants syndicaux de l'ouest guyanais.
De 2003 à 2009, l'association conduit des batailles électorales et est consultée lors des débats qui sur le développement et le devenir de la Guyane, notamment le dossier de l'évolution institutionnelle.
À gauche en Guyane se transforme en parti politique en 2009[réf. souhaitée].
Chantal Berthelot, membre d'AGEG, est députée de 2007 à 2017. Elle siège dans le groupe Socialistes, écologistes et républicains.